# Karina Szczurewska
Karina Szczurewska (Różyńska) (ur. 21 lipca 1990) – polska koszykarka występująca na pozycjach rozgrywającej lub rzucającej, reprezentantka Polski w koszykówce 3x3. Wychowanka UKS „jedynka” Lębork. Od 2015 zawodniczka AZS-u Uniwersytet Gdański, w którym od 2022 roku również pełni funkcje grającego asystenta Trenera. Prywatnie żona Tomasza Szczurewskiego, który na co dzień jest sędzią koszykówki w PLK. Ma dwoje dzieci. 

## Osiągnięcia
(Stan na 1 maja 2024)

### Drużynowe
5x5
- Mistrzyni I ligi (2019 – awans do EBLK)[1]
- Wicemistrzyni I ligi (2017, 2022)[2][3]
- awans do I ligi z KKS Olsztyn (2010/2011)

3x3
- Halowa mistrzyni Polski 3x3 (2018)[4]

### Indywidualne
- Liderka:
  - strzelczyń I ligi (2012 – 18,1, 2013 – 19,5)[5][6]
  - I ligi w asystach (2014 – 5,2, 2016 – 5,1)[7][8]
  - wyróżnienie najlepszej piątki ligi (2019)

### Reprezentacja
- Uczestniczka:
  - mistrzostw:
    - świata 3x3 Kanton Chiny (2016 – 13. miejsce)[9]
    - Europy 3x3  (2018 – 13. miejsce)[10]

  - kwalifikacji do mistrzostw Europy 3x3 (2017 – 10. miejsce, 2018 – 5. miejsce)[11][12]